# Aphelia
Aphelia là một chi thực vật có hoa trong họ Centrolepidaceae.

## Hình ảnh

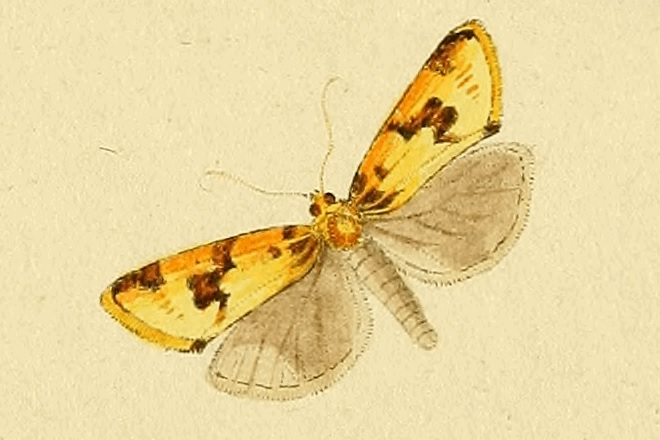